# Hubert Utterback
Hubert Utterback (* 28. Juni 1880 bei Hayesville, Keokuk County, Iowa; † 12. Mai 1942 in Des Moines, Iowa) war ein US-amerikanischer Jurist und Politiker. Zwischen 1935 und 1937 vertrat er den Bundesstaat Iowa im US-Repräsentantenhaus.

## Werdegang
Hubert Utterback wurde auf einer Farm in der Nähe von Hayesville geboren. Er besuchte die öffentlichen Schulen seiner Heimat und das Hedrick Normal and Commercial College. Danach studierte er bis 1908 an der Drake University in Des Moines. Nach einem anschließenden Jurastudium und seiner im Jahr 1906 erfolgten Zulassung als Rechtsanwalt begann er in Des Moines in seinem neuen Beruf zu arbeiten. Zwischen 1908 und 1935 lehrte er das Fach Jura an der Drake University. Die gleiche Tätigkeit übte er zur gleichen Zeit ab 1911 bis 1933 am Still College in Des Moines aus. Von 1912 bis 1914 war er auch Richter am Polizeigericht in Des Moines. Zwischen 1915 und 1927 war Utterback Richter im neunten Gerichtsbezirk von Iowa. Er gehörte auch einem Ausschuss für Sozialarbeit in Iowa (State Conference of Social Work) an. Von 1923 bis 1925 war er Vorsitzender des Legislaturausschusses (Legislative Committee). Außerdem war Utterback in den Jahren 1932 und 1933 beisitzender Richter am Iowa Supreme Court.
Utterback war Mitglied der Demokratischen Partei. 1934 wurde er im sechsten Wahlbezirk von Iowa in das US-Repräsentantenhaus in Washington, D.C. gewählt. Dort trat er am 3. Januar 1935 die Nachfolge des Republikaners Cassius C. Dowell an, den er bei der Wahl geschlagen hatte. Da er im Jahr 1936 auf eine weitere Kandidatur für das Repräsentantenhaus verzichtete, konnte er bis zum 3. Januar 1937 nur eine Legislaturperiode im Kongress absolvieren. In dieser Zeit wurden viele der New-Deal-Gesetze der Bundesregierung unter Präsident Franklin D. Roosevelt im Kongress beraten und verabschiedet.
Im Jahr 1936 bewarb sich Utterback erfolglos um die Nominierung seiner Partei für die Wahlen zum US-Senat. Zwischen 1937 und 1940 war er Vorsitzender des Begnadigungsausschusses von Iowa. Gleichzeitig war er auch im regionalen Vorstand seiner Partei in Iowa. 1938 kandidierte er nochmals erfolglos für das US-Repräsentantenhaus. Hubert Utterback starb am 12. Mai 1942 in Des Moines und wurde dort auch beigesetzt. Er war der Cousin von John G. Utterback, der zwischen 1937 und 1939 den Staat Maine im Kongress vertrat.